# Atacocha
Atacocha es una localidad peruana ubicada en el distrito de Yarusyacán en la provincia de Pasco en el departamento homónimo. Se encuentra a una altitud de 4251 m s. n. m. Tenía una población de 80 hab. en 2017.

## Clima
| Parámetros climáticos promedio de Atacocha | Parámetros climáticos promedio de Atacocha | Parámetros climáticos promedio de Atacocha | Parámetros climáticos promedio de Atacocha | Parámetros climáticos promedio de Atacocha | Parámetros climáticos promedio de Atacocha | Parámetros climáticos promedio de Atacocha | Parámetros climáticos promedio de Atacocha | Parámetros climáticos promedio de Atacocha | Parámetros climáticos promedio de Atacocha | Parámetros climáticos promedio de Atacocha | Parámetros climáticos promedio de Atacocha | Parámetros climáticos promedio de Atacocha | Parámetros climáticos promedio de Atacocha |
| Mes                                        | Ene.                                       | Feb.                                       | Mar.                                       | Abr.                                       | May.                                       | Jun.                                       | Jul.                                       | Ago.                                       | Sep.                                       | Oct.                                       | Nov.                                       | Dic.                                       | Anual                                      |
| ------------------------------------------ | ------------------------------------------ | ------------------------------------------ | ------------------------------------------ | ------------------------------------------ | ------------------------------------------ | ------------------------------------------ | ------------------------------------------ | ------------------------------------------ | ------------------------------------------ | ------------------------------------------ | ------------------------------------------ | ------------------------------------------ | ------------------------------------------ |
| Temp. máx. media (°C)                      | 27.5                                       | 28                                         | 28                                         | 27.5                                       | 23                                         | 20                                         | 19                                         | 19                                         | 19                                         | 21.5                                       | 23                                         | 25.5                                       | 23.4                                       |
| Temp. media (°C)                           | 13.3                                       | 13.2                                       | 13.1                                       | 13                                         | 12.1                                       | 10.8                                       | 10.5                                       | 11.5                                       | 12.7                                       | 13.6                                       | 13.9                                       | 13.6                                       | 12.6                                       |
| Temp. mín. media (°C)                      | 18.5                                       | 19                                         | 18.5                                       | 17                                         | 16.5                                       | 14                                         | 13.5                                       | 13                                         | 13.5                                       | 14                                         | 15.5                                       | 16.5                                       | 15.8                                       |
| Fuente n.º 1: Accuweather                  |                                            |                                            |                                            |                                            |                                            |                                            |                                            |                                            |                                            |                                            |                                            |                                            |                                            |
| Fuente n.º 2: climate-data.org             |                                            |                                            |                                            |                                            |                                            |                                            |                                            |                                            |                                            |                                            |                                            |                                            |                                            |